# Kopidoiulus khasanicus
Kopidoiulus khasanicus är en mångfotingart som beskrevs av Mikhaljova 1997. Kopidoiulus khasanicus ingår i släktet Kopidoiulus och familjen Mongoliulidae. Inga underarter finns listade i Catalogue of Life.